# Gräberfeld von Valeberg Ryd
Das Nordwest-Südost orientierte Gräberfeld von Valeberg Ryd (schwedisch Valebergs  gravfält RAÄ-Nr, Larv 138:1) in der Gemeinde Vara in der Provinz Västra Götalands län in Schweden misst etwa 210 × 80–125 m und besteht aus 45 Denkmälern: 18 Steinkreise, 11 Reste von Steinkreisen, sieben Grabhügeln, fünf Bautasteinen, drei Treuddar und einem quadratischen Steinpflaster. 
Der Grabhügel „Stadskullen“ hat 24 m Durchmesser und 3 m Höhe, die anderen sechs Hügel nur 6–8 m Durchmesser und 0,6 m Höhe. 
Das etwa 0,3 m hohe Steinpflaster bedeckt ein Grab und misst etwa 4,5 × 4,5 m. Es hat eine Randsteineinfassung mit größeren Ecksteinen.

Gräberfeld von Valeberg Ryd
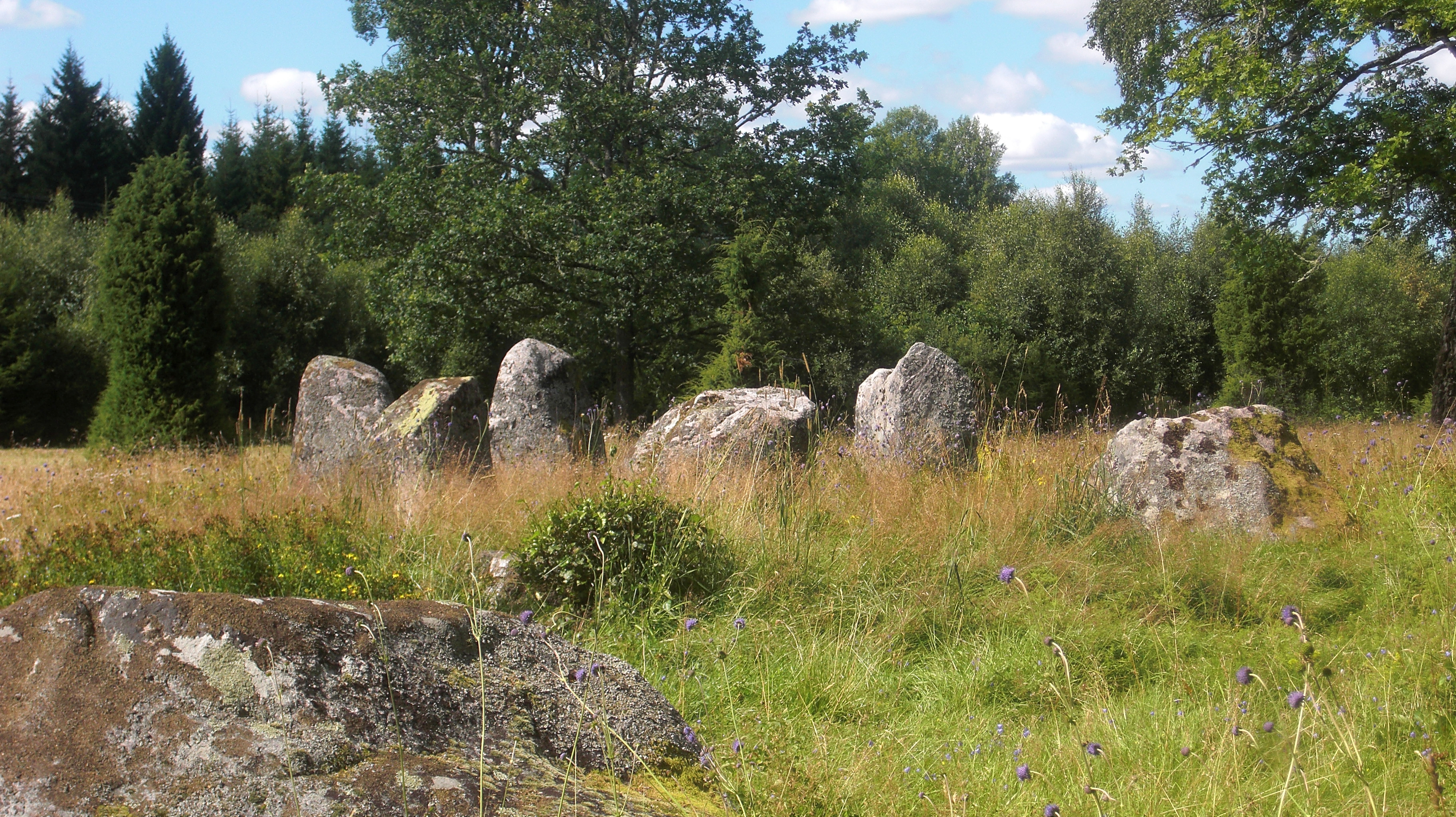
Domarring
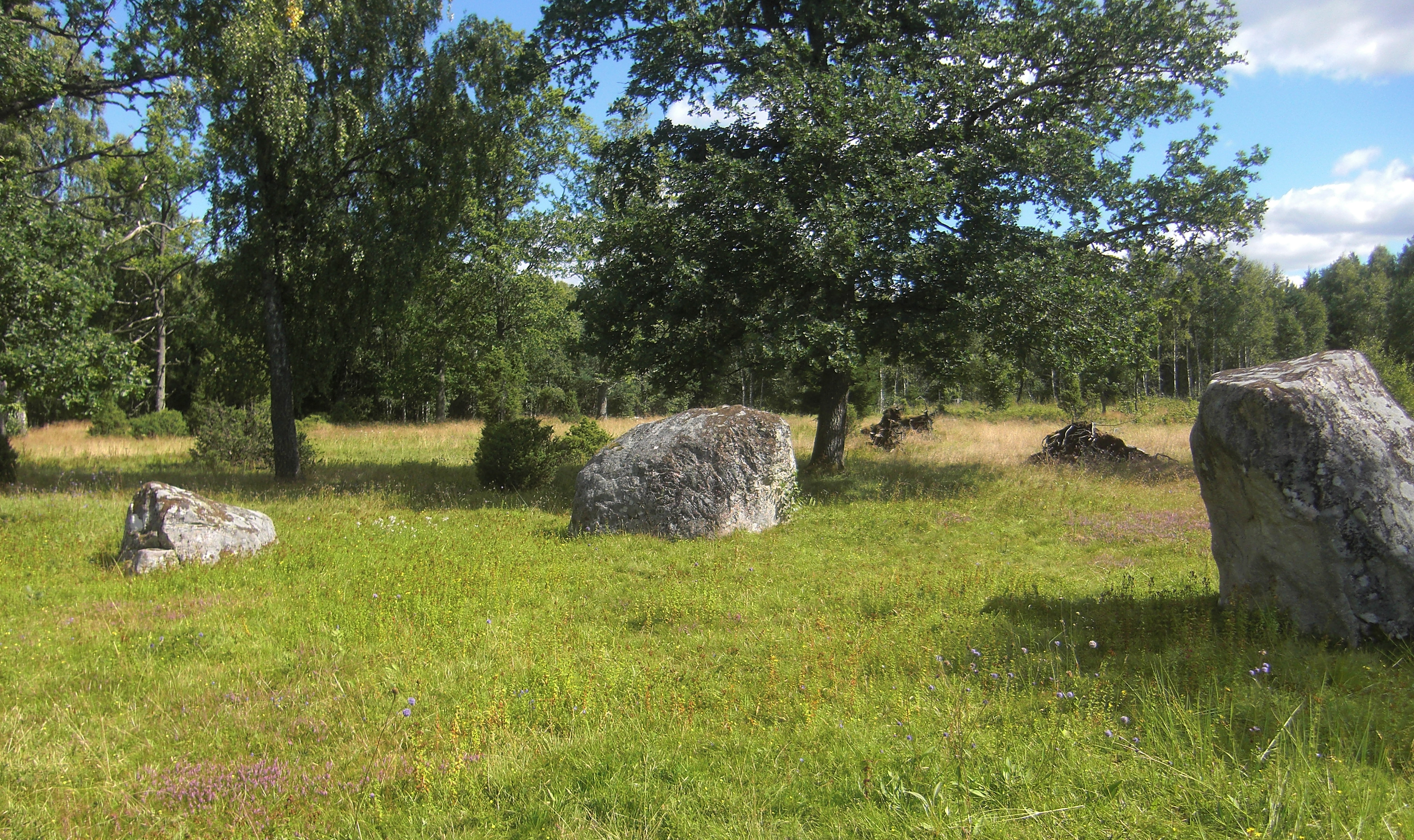
Domarring
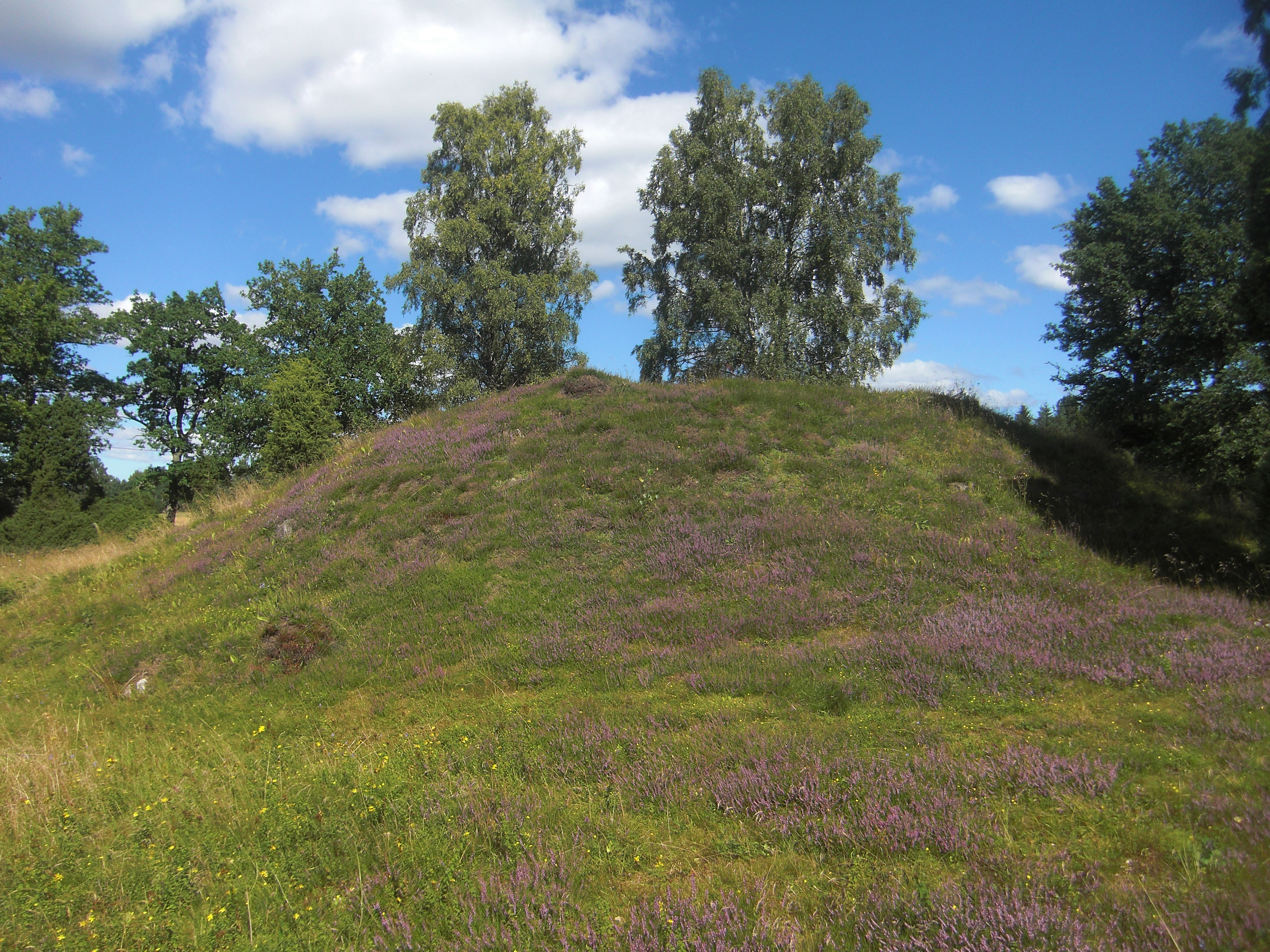
Grabhügel Stadskulle
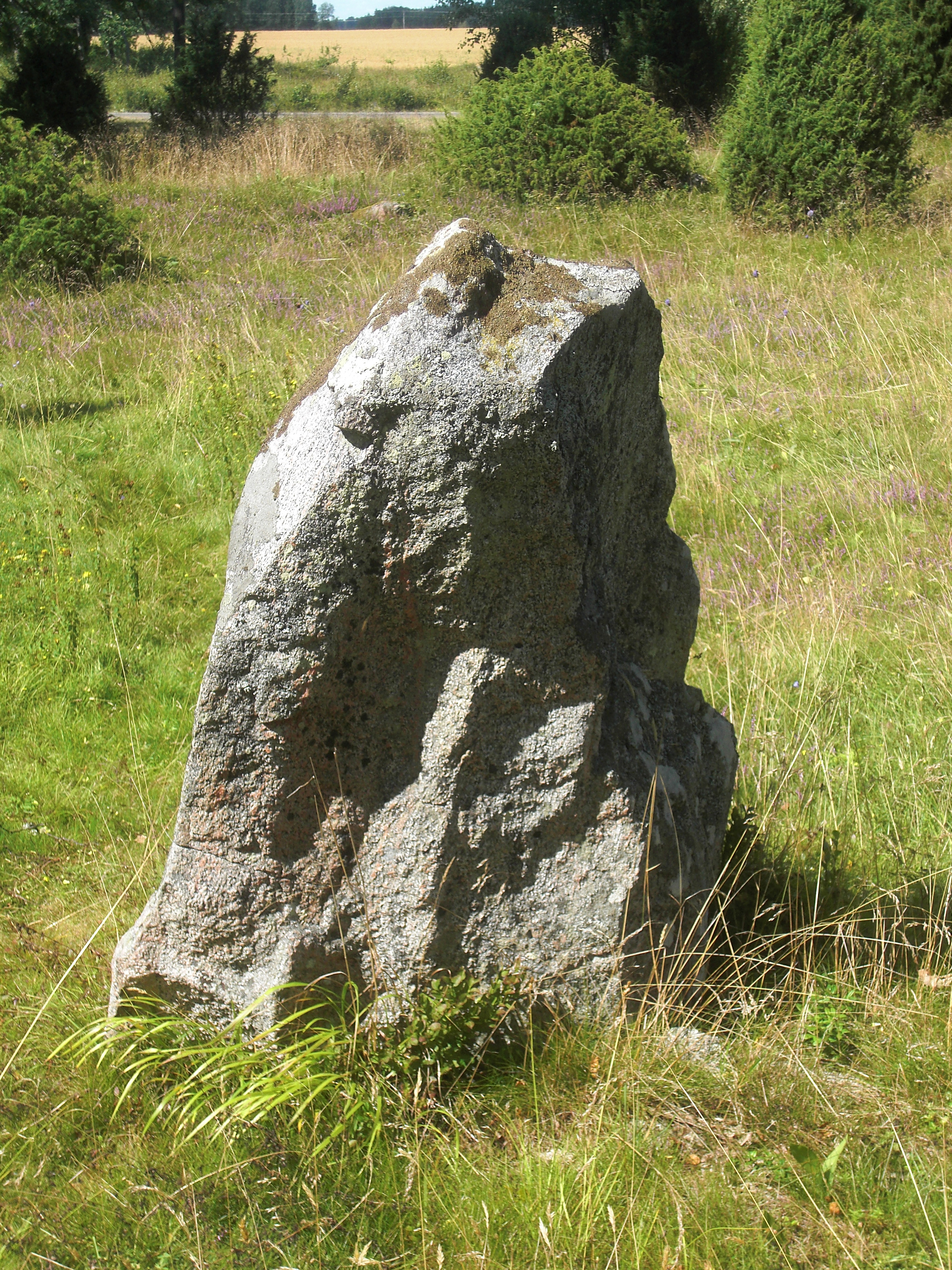
Bautastein

Von den drei Treudds sind zwei unsicher. Der größte ist etwa 17 Meter lang und 0,2–0,4 m hoch und überdeckt mit Steinen auf der Oberfläche. Zwei der drei Spitzen haben große Endsteine, mit Höhen von 0,8–1,2 m und Breiten von 0,4–0,6 m bei einer Dicke von 0,3–0,4 m. 
Der größte Bautastein ist 0,8 m hoch. Von den Domarringen hat einer etwa 18 m Durchmesser, die anderen 5–11 m und geringe Höhen von 0,1–0,3 m.